# Димитър Илиев (Хаджи бейлик)
Вижте пояснителната страница за други личности с името Димитър Илиев.
Димитър Илиев е български просветен деец, общественик, политик и революционер от Македония.

## Биография
Димитър Илиев е роден в 1878 година в демирхисарското село Хаджи бейлик, тогава в Османската империя. През учебнате 1904/1905 и 1905/1906 години е български учител в Баракли Джумая. Присъединява се към ВМОРО. В края на 1905 година по време на Сярската афера е арестуван от османските власти и хвърлен в затвора. През 1912 – 1913 година е секретар на Сярското българско педагогическо училище. По-късно е народен представител в XIX Народно събрание от листата на БЗНС.
Умира в 1957 година в Петрич. Негов внук е д-р Петър Илиев - кмет на Петрич от 1991 до 1995 година.